# Лепатараве
Лепатараве (груз. ლეპატარავე) — село в Грузии, на территории Мартвильского муниципалитета края (мхаре) Самегрело-Верхняя Сванетия.

## География
Село находится в западной части Грузии, на левом берегу реки Абаши, на расстоянии приблизительно 8 километров (по прямой) к юго-западу от города Мартвили, административного центра муниципалитета. Абсолютная высота — 92 метра над уровнем моря.

## Население
По результатам официальной переписи населения 2014 года в Лепатараве проживало 177 человек (81 мужчина и 96 женщин). В национальной структуре населения грузины составляли 99,4 %.
| Год  | Население, человек |
| ---- | ------------------ |
| 2002 | 531                |
| 2014 | ↘ 177              |